# Asteroide Amor
Un asteroide Amor és qualsevol dels asteroides que tenen una òrbita entre Mart i la Terra, però no arriben a travessar l'òrbita terrestre; la majoria sí que travessen l'òrbita de Mart. Reben el seu nom de l'asteroide (1221) Amor; (433) Eros és potser és el més famós del grup.
Actualment es coneixen uns 1.200 asteroides d'aquest tipus, dels quals només uns 200 han rebut un número. El grup es pot dividir en quatre subgrups, en funció de la seva distància mitjana al Sol: Amor I, Amor II, Amor III i Amor IV. Els asteroides Amor més coneguts són els següents:
| Nom            | Any  | Descobridor                            |
| -------------- | ---- | -------------------------------------- |
| (3908) Nyx     | 1980 | Hans-Emil Schuster                     |
| (1221) Amor    | 1932 | Eugène Joseph Delporte                 |
| (1036) Ganymed | 1924 | Walter Baade                           |
| (887) Alinda   | 1918 | Maximilian Franz Joseph Cornelius Wolf |
| (719) Albert   | 1911 | Johann Palisa                          |
| (433) Eros     | 1898 | Carl Gustav Witt                       |

L'asteroide Amor de més recent descoberta a l'hora de l'ampliació de l'article (agost de 2020) era 2020 CD3 i un destacat per ser el primer descobert "in situ" des de la superfície terrestre és 2006 RH120.